# Klbalt
Klbalt, jedna od dvanaest plemenskih skupina Puyallup Indijanaca, porodica salishan, koji su živjeli uz obalu američke države Washington na mjestu današnjeg Glen Covea, mjestašca nedaleko Port Townsenda u okrugu Jefferson. 